# 日本歯科医学会
日本歯科医学会（にほんしかいがくかい、Japanese Association for Dental Science）は、日本における歯科系学術団体の中核をなす組織で、各分野間を取りまとめる総合的な役割を持つ。1949年設立。日本歯科医師会の内部に設置された組織であり、独立した法人ではない。
本会の傘下専門団体として、各歯科系学会が配置されている。そのため、本会自体が何がしらの専門研究を直接行っているわけではなく、その会員も傘下専門団体に所属している者が兼務会員となる。

## 概要
- 歯科系学術団体のとりまとめ。
- 歯科医学の情報提供。
- 海外の歯科学術団体との協定等。
- 会員数：102,455名(平成30年3月31日現在)[2]

## 総会
- なし

## 本部事務局
- 〒102-0073　東京都千代田区九段北4-1-20　公益社団法人日本歯科医師会館内

## 支部
- なし

## 学会誌
- 「日本歯科医学会誌（Journal of the Japanese Association for Dental Science;JJADS）」年1刊（ISSN：0286-164X）（国立国会図書館請求番号Z19-1316）（1982年創刊）[6][7]
- The Japanese Dental Science Review 年1刊（ISSN：1882-7616）[6]

## 専門認定
- なし

## 学会賞
- 日本歯科医学会会長賞（研究部門、教育部門、地域歯科医療部門）[8]

## 専門分科会
- 歯科基礎医学会(1960年 - [5])
- 日本歯科保存学会(1960年 - [5])
- 日本補綴歯科学会(1960年 - [5])
- 日本口腔外科学会(1960年 - [5])
- 日本矯正歯科学会(1960年 - [5])
- 日本歯周病学会(1972年 - [5])
- 日本口腔衛生学会(1960年 - [5])
- 日本歯科理工学会(1960年(日本歯科材料器械学会) - ,歯科理工学会1973年 - [5])
- 日本歯科放射線学会(1964年 - [5])
- 日本小児歯科学会(1967年 - [5])
- 日本歯科麻酔学会(1973年 - [5])
- 日本歯科医療管理学会(1974年 - [5])
- 日本歯科医史学会(1974年 - [5])
- 日本歯科薬物療法学会(1992年 - [5])
- 日本障害者歯科学会(1999年 - [5])
- 日本老年歯科医学会(1999年 - [5])
- 日本歯科医学教育学会(2005年 - [5])
- 日本口腔インプラント学会(2005年 - [5])
- 日本顎関節学会(2005年 - [5])
- 日本臨床口腔病理学会(2008年 - [5])
- 日本接着歯学会(2007年認定分科会[5]、2008年 - 専門分科会)

## 認定分科会
- 日本レーザー歯学会(2007年 - [5])
- 日本口腔感染症学会(2007年 - [5])
- 日本有病者歯科医療学会(2007年 - [5])
- 日本歯科心身医学会(2007年 - [5])
- 日本臨床歯周病学会(2007年 - [5])
- 日本歯内療法学会(2007年 - [5])
- 日本歯科審美学会(2007年 - [5])
- 日本顎口腔機能学会(2007年 - [5])
- 日本歯科東洋医学会(2007年 - [5])
- 日本顎変形症学会(2009年 - [5])
- 日本スポーツ歯科医学会(2009年 - [5])
- 日本顎顔面補綴学会(2009年 - [5])
- 日本顎咬合学会(2009年 - [5])
- 日本磁気歯科学会(2009年 - [5])
- 日本小児口腔外科学会(2009年 - [5])
- 日本顎顔面インプラント学会(2009年 - [5])
- 日本外傷歯学会(2010年 - [9])
- 日本口腔診断学会(2010年 - [9])
- 日本口腔腫瘍学会(2012年 - [10])
- 日本口腔リハビリテーション学会(2013年 - [11])
- 日本口腔顔面痛学会(2013年 - [11])
- 日本口腔検査学会（2015年 - [5]）

## 大会等
| 年     | 月日           | 名称                         | 会長     | 会場                            | テーマ                                   | 参加者数 | 備考          |
| ------ | -------------- | ---------------------------- | -------- | ------------------------------- | ---------------------------------------- | -------- | ------------- |
| 2012年 | 11月9日～11日  | 第22回日本歯科医学会総会     | 川添堯彬 | 大阪国際会議場 インテックス大阪 | お口の健康 全身元気 各世代の最新歯科医療 |          | [ 12 ] [ 13 ] |
| 2016年 | 10月21日～23日 | 第23回日本歯科医学会総会     | 水田祥代 | 福岡国際会議場 福岡サンパレス   | 歯科医療 未来と夢                        |          | [ 14 ]        |
| 2021年 | 9月23日～25日  | 第24回日本歯科医学会学術大会 | 住友雅人 | パシフィコ横浜                  | 逆転の発想 歯科界２０４０年への挑戦      |          |               |

## 関連事項
- 歯学／歯科／医学
- 齲蝕／歯周病／感染症
- 歯科医師／歯科技工士／歯科衛生士／医師／看護師／臨床検査技師／診療放射線技師／薬剤師
- 学会の一覧／研究会
- 口腔保健協会
- 口腔解剖学／口腔生理学／口腔病理学／口腔細菌学／口腔生化学／歯科薬理学／歯科理工学
- 社会歯科学／口腔衛生学／法歯科学／歯学史
- 口腔診断学／咬合学／歯科補綴学／保存修復学／口腔内科学／口腔外科学／歯周治療学／歯内療法学／歯科矯正学／小児歯科学／歯科放射線学／歯科麻酔学／審美歯科学／歯科インプラント学／口腔再生学／高齢者歯科学